# Demansia quaesitor
Espèce
Demansia quaesitor est une espèce de serpents de la famille des Elapidae.

## Répartition
Cette espèce est endémique d'Australie.

## Description
L'holotype de Demansia quaesitor, un mâle adulte, mesure 646 mm dont 177 mm pour la queue. Son dos est brun gris voire, pour les individus les plus grands, pratiquement noir. Sa queue est plus souvent jaune ou brune. Cette espèce présente un collier brun noirâtre. Sa face ventrale est pâle et immaculée.

## Étymologie
Son nom d'espèce, du latin quaesitor, « juge à la cour criminelle », fait référence à la livrée sombre de cette espèce.

## Publication originale
- Shea & Scanlon, 2007 : Revision of the small tropical whipsnakes previously referred to Demansia olivacea (Gray, 1842) and Demansia torquata (Guenther, 1862) (Squamata: Elapidae). Records of the Australian Museum, vol. 59, n. 2/3, p. 117-142 (texte intégral).